# Alexander Lakner
Alexander Lakner (* 1822 in Pest, Königreich Ungarn; † 1847 ebenda), auch Sándor Lakner, war ein ungarischer Schriftsteller und Dichter.

## Leben
Alexander Lakner wurde im Jahre 1822 in der Stadt Pest im zum Kaisertum Österreich gehörenden Königreich Ungarn geboren. Ein bereits begonnenes Theologiestudium brach er ab und trat stattdessen bei der Stadthauptmannschaft in Pest als Aktuar ein. Bereits als 18-Jähriger veröffentlichte er eine Sammlung mit Gedichten unter dem ungarischen Titel Emlékviragok (dt. Erinnerungsblüten). Später publizierte er im Jahre 1845 eine ungarische Übersetzung des vierbändigen Romans St. Roche der deutschen Schriftstellerin Henriette Paalzow. Bereits im Jahre 1847 verstarb Lakner 25-jährig in Pest. Einige Jahre später erinnerte Karl Maria Benkert in seinem Werk Album hundert ungarischer Dichter. In eigenen und fremden Übersetzungen an den jungen ungarischen Schriftsteller und Dichter. Auch in Magyar irók. Életrajz-gyüjtemény. Gyüjték Ferenczy Jakab és Danielik József des ungarischen Bibliographen und Entomologen Gustav Emich aus dem Jahre 1856 wird Alexander Lakner erwähnt.

## Werke (Auswahl)
- Emlékviragok. Pest, 1840.
- Übersetzung des vierbändigen Werks St. Roche von Henriette Paalzow. Pest, 1845.